# Seseli glaucescens
Seseli glaucescens är en flockblommig växtart som beskrevs av Claude Thomas Alexis Jordan och Carl Fredrik Nyman. Seseli glaucescens ingår i släktet säfferötter, och familjen flockblommiga växter. Inga underarter finns listade i Catalogue of Life.